# Hertsa
Hertsa eller Hertza' (ukrainsk: Ге́рца ukrainsk udtale: [ɦɛrtsɐ]; rumænsk: Herța rumænsk udtale: [hertsa]) er en by beliggende i Tsjernivtsi rajon, Tjernivtsi oblast i det vestlige Ukraine. Den er hjemsted for administrationen af Hertsa urban hromada, en af hromadaerne i Ukraine,
Byen ligger tæt på grænsen til Rumænien, 28 km sydøst for Tjernivtsi og 21 km nord for Dorohoi. Indtil 2020 var det det den mindste rajon administrative center i Ukraine.[kilde mangler]
Byen har 2.118 (2019) indbyggere.
Fordeling af sprog i Hertsa
     Rumænsk (70.79%)     Ukrainsk (17.98%)     Russisk (10.89%)     Andre (0.05%)

## Historie
Hertsa og Hertsa-regionen var en del af den historiske Moldavien-region (administrativt i Dorohoi Amt). I 1859 forenede Moldavien sig med Valakiet og dannede De forenede fyrstendømmer Moldavien og Valakiet, som efter Den rumænske selvstændighedskrig blev til Kongeriget Rumænien, hvor Hertsa blev indlemmet i Dorohoi amt og derefter i Ținutul Suceava. I juni 1940 blev området besat af Sovjetunionen sammen med Nordbukovina og Bessarabien, selv om dette område ikke blev nævnt i det sovjetiske ultimatum eller i Molotov-Ribbentrop-pagten, da det var en integreret del af Det gamle kongerige. Den Røde Hær besatte også dette land, sandsynligvis på grund af dets strategiske beliggenhed over byen Cernăuți, og tilknyttede det til Ukrainske SSR. Den rumænske hær havde befriet regionen i juni 1941, men i august 1944 genbesatte USSR den i august 1944.

## Galleri
- Tidligere synagoge, nu kulturpalads
- Tidligere synagoge